# Безопашати земноводни
Anura пренасочва насам.  За рода растения вижте Anura (род).
Безопашатите земноводни (Anura), наричани обикновено жаби, са разред земноводни, включващ около 5000 вида. Размерът им варира от 10 mm (Psyllophryne didactyla от Бразилия и Eleutherodactylus iberia от Куба) до 300 mm (жаба голиат от Камерун). Повечето представители имат издължени задни крайници, късо тяло, ципести пръсти на предните и задните крайници, издадени очи и липса на опашка. Жабите са известни със способността си да скачат, което е резултат от дълга еволюция на задните крайници и редица други приспособления. Обитават предимно водни или поне влажни местообитания, но се придвижват сравнително лесно и на сушата. Отлагат хайвер в локви, блата или езера. Ларвите, т. нар. попови лъжички, притежават хриле и дълга опашка, но след определен период на развитие и следваща метаморфоза тези приспособления изчезват. Зрелите индивиди са хищници, хранещи се с членестоноги, червеи и мекотели. Безопашатите земноводни са сравнително лесно отличими по своето крякане, което може да бъде чуто през деня и нощта и най-вече през размножителния им сезон. Разпространението на жабите варира от тропическите до субарктичните райони, но повечето видове обитават предимно дъждовните тропическите гори.

## Таксономия
Целият разред Безопашати земноводни съдържа около 4810 вида, обединени в 33 семейства, от които най-богати на видове са семействата Leptodactylidae (1100 вида), Hylidae (800 вида) и Ranidae (750 вида). Около 88% от всички земноводни са жаби.
Безопашатите земноводни е научното и систематично име на разреда, но синонимно с него е названието жаби или по-точно разред Жаби. Самият разред обединява три подразреда – Archaeobatrachia, включващ четири семейства примитивни жаби; Mesobatrachia, включващ пет семейства възникнали сравнително по-късно в еволюцията и Neobatrachia, най-голямата група включваща останалите 24 семейства жаби, сред които са и най-известните представители. Класификацията се основава на морфологични белези, като брой на гръбначните прешлени, структурата на раменния пояс, морфологията на поповите лъжички. Докато съвременната класификация е в голяма степен всепризната, съществуват дискусии относно филогенетичното родство на отделните семейства. Очаква се молекулярно генетичните методи да внесат повече светлина в еволюционните взаимоотношения в разред безопашати земноводни.
Някои от видовете жаби успешно формират хибриди. Като пример може да се посочи Зелена водна жаба (Rana esculenta), която е хибрид между Жаба на Лесона (R. lessonae) и Голяма водна жаба (R. ridibunda), способен да се размножава самостоятелно. Жълтокоремната Bombina variegata и червенокоремната Bombina bombina бумки също могат да бъдат кръстосани, но хибридното поколение не е достатъчно плодовито за формирането на самостоятелна таксономична единица.

## Общи сведения
За разлика от останалите земноводни, жабите са добре приспособени за скачане – имат дълги задни крака с удължени глезенни кости. Те имат къс гръбначен стълб с не повече от десет свободни прешлена, последвани от срасната опашна кост. В резултат на това жабите обикновено нямат опашка, откъдето идва и името на разреда.
Кожата на жабите е некератинизирана и виси свободно по тялото. Тя може да бъде гладка, на брадавици или нагъната. Жабите имат три клепачни мембрани. Едната е прозрачна и предпазва очите под водата, а другите две са с различна степен на прозрачност. От двете страни на главата имат тъпанче, което участва в слуха и при някои видове е покрито с кожа.
Един от най-отровните представители на Земята – Отровната Южноамериканска Жаба може да убие с малка част от усилията си жителите на цяла малка държава.
Както почти всички земноводни, за своето размножаване жабите имат нужда от вода. Въпреки това някои видове прекарват голяма част от живота си на сушата, докато други са по-обвързани с водата. Двете групи (водни и сухоземни жаби) нямат пряко таксономично съответствие и в повечето семейства има видове, принадлежащи и към двете.

## Морфология и физиология
Външното устройство (морфология) на безопашатите земноводни е доста специфично в сравнение с останалите земноводни, като опашатите и безкраките земноводни. Безопашатите земноводни не притежават опашка, а техните крайници са приспособени за придвижване чрез подскачане, а не чрез ходене. Физиологията на жабите е подобна на останалите представители на разреда, а съществена особеност е и пропускливостта на кожата за атмосферен кислород, което е отличителна черта на всички земноводни в сравнение с останалите сухоземни гръбначни животни. Това уникално свойство им позволява да осъществяват т.нар. кожно дишане. Кожното дишане става благодарение на разтворения кислород във водния слой покриващ кожата, но именно това води до необходимостта за постоянно влажна кожа. Влажната кожа прави безопашатите земноводни чувствителни към водноразтворими токсини и отрови от околната среда. Увеличаването на токсичните вещества във въздуха и водите е и една от причините за намаляване на световните популации на редица безопашати земноводни.
Не всички характеристики на безопашатите земноводни са типични за всички близо 5000 представители. Въпреки това като правило крайниците са издължени, пригодени за скачане. Притежават къс гръбначен стълб с не повече от десет гръбначни прешлена, следвани от слята опашна кост (т.нар. уростил).

### Крайници
Структурата на стъпалата и краката варира значително между видовете жаби, донякъде в зависимост на това дали те живеят предимно на земята, във водата, по дърветата или в дупки под земята. Те трябва да се придвижват бързо в обичайната си среда, за да улавят плячката си и да избягват неприятели, като за това им помагат различни адаптации.
При много жаби, особено такива, които живеят във водата, пръстите на краката са свързани – степента на това свързване до известна степен е пропорционална на времето, което съответният вид прекарва във водата. Така при изцяло водните Hymenochirus пръстите са напълно сраснали, при зелената дървесна жаба (Litoria caerulea) срастването е само частично.
Дървесните жаби обикновено имат специални възглавнички на пръстите, които им помагат да се хващат за вертикални повърхности. Те са разположени на върха на пръстите и са покрити с клетки, които се сглобяват една в друга с малко разстояние помежду си. Когато жабата притисне възглавничката към някаква повърхност, клетките захапват помежду си малки неравности по нея. През разстоянието между клетките се изсмуква влагата от повърхността, като остава само тънък слой течност, и самото закрепване се поддържа чрез капилярност. Това дава възможност на животното да се закрепи на гладки повърхности, но не и когато възглавничките са прекалено мокри.
Тъй като катеренето по дърветата може да бъде опасно, много дървесни жаби имат тазови стави, които им позволяват също да скачат и да ходят. Някои жаби, живеещи високо по дърветата, дори имат значително срастване на пръстите, подобно на водните жаби. Това им дава възможност да планират, придвижвайки се между клоните.
Живеещите на земята жаби най-често нямат специалните адаптации на водните и дървесни видове. Повечето от тях имат малки или напълно отсъстващи възглавнички на пръстите, а срастването на пръстите е ограничено. Някои ровещи жаби имат удължения на пръстите, метатарсални образувания, които им помагат да копаят. Задните крайници на земните видове са по-мускулести, отколкото при водните и дървесните.
В някои случаи задният крак на поповата лъжичка може да бъде изяден от ларви на водни кончета. Понякога кракът може да се развие въпреки това, а в други случаи той не израства, но жабата може да преживее с три крака.

### Придвижване
Жабите като цяло са изключително добри в скачането и най-добрите сред гръбначните животни. Жабата Litoria nasuta може да скочи на разстояние, над 50 пъти по-голямо от дължината на тялото ѝ (5,5 cm) – повече от 2 метра, като ускорението при скока може да достигне два пъти земното ускорение. В същото време между различните видове жаби има значителни разлики в способността за скачане. В рамките на видовете обикновено увеличението на размера води до по-голяма абсолютна дължина на скока, но до по-малка дължина, отнесена към дължината на тялото.
Макар че жабите могат да използват различни методи на придвижване – бягане, ходене, планиране, плуване и катерене – повечето от тях са извънредно добри в скачането или поне произлизат от предшественици, които са били добре адаптирани за това. Пищялите и тарсалните кости са слети в една здрава кост, както и лакътната и лъчевата кост на предните крайници, които поемат удара при приземяването. Метатарсалните кости са удължени, за да увеличат дължината на крака и да позволят отблъскване от земята за по-дълго време в началото на скока. Тазовата кост е удължена и образува подвижна става с кръста, която при добри скачачи, като водните жаби и дървесниците, действа като допълнителна кост на крайниците и допълнително усилва скока.
Мускулната система също е модифицирана за подобряване на скачането. Предшествениците на жабите, както повечето други животни, вероятно са имали двойки противоположно действащи мускули (един за сгъване на коляното и друг за разгъването му). При съвременните жаби почти всички мускули са изменени, така че да допринасят за скока, като само малък брой неголеми мускули служат за връщане на крайника в начално положение. Участващите в скока мускули са силно увеличени, като надхвърлят 17% от общата маса на жабата.
При някои особено добри скачачи, като Osteopilus septentrionalis, максималната сила при скока може да надхвърли възможностите на мускулите. Предполага се, че тези жаби натрупват енергия, разтягайки сухожилията си като пружини, и при освобождаването им усилват силата на скока. Подобен механизъм е известен при скакалците.

### Кожа
Много жаби са в състояние да абсорбират вода и кислород директно през кожата, особено в областта на таза. Въпреки това пропускливостта на кожата при жабите може да доведе до загуба на вода. Някои дървесни жаби могат да намалят загубата на вода с помощта на „водоустойчив“ слой на кожата. Други са се адаптирали поведенчески да избягват дехидратацията като например активност на организма през нощта и заемане на подходяща позиция на тялото в състояние на покой. Тази позиция се изразява в плътно прибиране на пръстите и краката под главата или тялото на жабата. Някои видове жаби се събират на големи групи като докосват кожата на съседните жаба. Това намалява повърхността от кожа изложена в пряк контакт с въздуха и по този начин намаляват загубата на вода. Тези поведенчески прояви са подходящи за намаляване на загубата на вода при дървесните жаби, но при обитателите на сухи райони това не е достатъчно.
Камуфлажът е общ защитен механизъм при жабите. Много от видовете, които го използват са нощни и им позволява да се скрият през светлите части на денонощието. Обикновено окраската на тялото наподобява на средата, в която почиват през деня, а други видове имат способността да променят цвета си. Последното обаче е ограничено откъм промяна на цвета само в определени нюанси на един или два цвята. Така например кожата при зелената жаба на Уайт може да варира в различни нюанси на кафяво и зелено. Образувания на кожата като брадавици и кожни гънки обикновено изпълняват функция при приземните жаби, където гладката кожа не би могла да ги прикрие ефективно. Дървесните жаби обикновено имат гладка кожа, която позволява те да се дегизират като листа.
Някои жаби променят цвета си през деня и нощта като светлината и влагата стимулират пигментните клетки да се разширяват.

### Дишане и кръвообращение
Кожата на жабите пропуска кислорода и въглеродния диоксид, както и водата. Когато жабата е под водата, кислородът преминава направо от водата в кръвообращението чрез разположени близо до повърхността на кожата кръвоносни съдове. Извън водата възрастните жаби използват за дишане своите бели дробове. През 2007 година за пръв път е открит вид жаба, Barbourula kalimantanensis, при която напълно липсват бели дробове.
Белите дробове на жабите са подобни на човешките, но гръдните мускули не участват в дишането, а ребра и диафрагма напълно отсъстват. Жабите дишат, като поемат въздух през ноздрите си, които често имат клапани, затварящи ги, докато животното е под водата. Поетият въздух издува гърлото, след което жабата го нагнетява към белите дробове, повдигайки долната част на устата си.
Жабите, както останалите четирикраки с изключение на птиците, крокодилите и бозайниците, имат трикамерно сърце. В него окислената кръв от белите дробове и неокислената кръв от останалите тъкани влизат през отделни предсърдия и се насочват по спирален клапан към съответните кръвоносни съдове – аортата за окислената кръв и белодробната артерия за неокислената. Това устройство намалява до минимум смесването на двата вида кръв, което дава възможност за по-бърз метаболизъм и по-голяма активност.
Някои видове жаби имат специални адаптации, които им позволяват да оцелеят в бедна на кислород вода. Така обитаващата високопланинското езеро Титикака Telmatobius culeus има силно набръчкана кожа, което увеличава повърхността, през която може да приема кислород. Същият вид извършва повтарящи се движения на дъното, за да увеличи циркулацията на вода около тялото си.

### Храносмилане и екскреция
Храносмилателната система на безопашатите земноводни започва с устата. Жабите имат зъби по горната челюст, наречени челюстни зъби. Те се използват предимно за размачкване на храната преди преглъщане. Тези зъби са много слаби и не могат да бъдат използвани за улов или за захапване на по-бързата плячка. Вместо това, жабите използват своя лепкав език за улов на храната. При преглъщането тя преминава през хранопровода в стомаха. Следващите отдели на храносмилателната система са тънките черва (дуоденум и илеум), където се извършва същинското храносмилане. Черният дроб и панкреасът отделят храносмилателни ензими, които разграждат храната до резорбируеми вещества и течности. В дебелото черво водата се абсорбира, а отпадните продукти се насочват към клоаката. Клоаката е мястото, където се събират отворите на храносмилателното и пикочно-половата система.

## Разпространение и опазване
Жабите са разпространени почти в целия свят, с изключение на Антарктика и на множество изолирани океански острови.
В България се срещат 12 вида жаби, представители на 5 семейства – Крастави жаби (Bufonidae), Бумкови (Bombinatoridae), Дървесници (Hylidae), Чесновникови (Pelobatidae) и Водни жаби (Ranidae).

## Използване на жабите от хората и науката
Жаби се отглеждат изкуствено за няколко цели. Самите жаби се използват за храна, като жабешките крака са деликатес в Китай, Франция, Филипините, северна Гърция и много от южните американски щати, като например Луизиана. Жабите са чест обект, използван за дисекция в часовете по биология в гимназиите и университетските училища. Тази практика започва да изчезва в резултат на грижите за опазване на животните, както и в резултат от намирането на алтернативни учебни техники.
Жабите са използвани като важен моделен организъм в историята на науката. Така например през 18 век Луиджи Галвани открива причините на механизма за предаването на нервния импулс посредством електричество именно при използването на жаба. Африканската жаба (Xenopus laevis) е първият организъм, широко използван в лабораториите за установяване на бременност. Когато човешки хореонен гонадотропин, хормон наличен в урината на бременни жени, се инжектира в женска жаба, то тя се стимулира за отлагането на хайвер. През 1952 година, Робърт Бригс и Томас Кинг, клонират жаба чрез трансфер на ядра от соматични клетки – аналогична техника е използвана и при клонирането на овцата Доли. Опитът с жабите е именно първият успешен експеримент за клониране на висш организъм.
Именно жаби се използват за експерименти за клониране, както и за изследвания в областта на ембриогенезата, тъй като това са най-близките до човек организми, които не притежават обвивка на яйцата си. Това позволява лесно наблюдаване на целия процес на зародишно развитие. Алтернативни методи са развити за установяване на бременност (тест за бременност), което ефективно прекратява използването на жаби за тази цел. Все още жаби от рода Xenopus се използват като моделен организъм на биологията на развитието, поради лесното им отглеждане и ефективното манипулиране на ембрионите. X. laevis започва да се измества от по-малкия и роднина – Xenopus tropicalis, който навлиза в репродуктивна възраст значително по-бързо – за около пет месеца, в сравнение с една до две години при X. laevis. Очаква се секвенирането на генома на X. tropicalis да бъде завършено през 2015 година.